# فيتالييس ماكسيمينكو
فيتالييس ماكسيمينكو (مواليد 8 ديسمبر 1990) هو لاعب كرة قدم لاتفي.

## وصلات خارجية
- فيتالييس ماكسيمينكو على موقع الاتحاد الدولي (مؤرشف)  (الإنجليزية)
- فيتالييس ماكسيمينكو على موقع الاتحاد الأوربي (الإنجليزية)
- فيتالييس ماكسيمينكو على موقع رابطة كرة القدم اليابانية للمحترفين (اليابانية)
- فيتالييس ماكسيمينكو على موقع قاعدة بيانات كرة القدم.إي يو (الإنجليزية)
- فيتالييس ماكسيمينكو على موقع ناشيونال فوتبول تيمز (الإنجليزية)
- فيتالييس ماكسيمينكو على موقع Soccerbase.com (لاعب) (الإنجليزية)
- فيتالييس ماكسيمينكو على موقع Soccerway.com (الإنجليزية)
- فيتالييس ماكسيمينكو على موقع عالم كرة القدم.نت (الإنجليزية)